# James Cronin
Pour les articles homonymes, voir Cronin.

a Compétitions nationales et continentales officielles uniquement.

b Matchs officiels uniquement.
Dernière mise à jour le 13 juin 2022.
James Cronin, né le 23 novembre 1990 à Ballincollig (Irlande), est un joueur international irlandais de rugby à XV jouant au poste de pilier gauche aux Leicester Tigers.

## Biographie

### Parcours avec le Munster
Cronin fait ses débuts le 8 décembre 2012 avec l'équipe réserve du Munster lors d'un match de Coupe britannique et irlandaise contre les Rotherham Titans.
Alors dans sa deuxième année au centre de formation, il se voit proposer un contrat avec l'équipe fanion du Munster pour la saison 2013-2014. Cronin connait son premier match avec l'équipe senior du Munster le 13 avril 2013 en tant que remplaçant lors d'un match de Pro12 contre le Leinster.
Cronin marque son premier essai avec l'équipe senior du Munster lors de la réception d'Édimbourg le 7 septembre 2013, match pour lequel il connait également sa première titularisation.
Lors de la saison 2013-2014, Cronin dispute 18 matchs de Pro12 dont neuf comme titulaire, inscrivant trois essais. Il dispute sept matchs de Coupe d'Europe dont la demi-finale perdue contre Toulon.
En janvier 2014, il signe une prolongation de contrat de deux ans.
Lors de la saison 2014-2015, Cronin dispute six matchs de Pro12 dont trois comme titulaire. Il inscrit un essai lors de la victoire 23-34 sur le terrain du Leinster le 4 octobre 2014.
Il dispute également tous les matchs de poule en Coupe d'Europe à l'exception du déplacement à Clermont.
Cronin a reçu une suspension d'un mois en avril 2020, en raison d'une violation involontaire des règles de dopage. Le 23 novembre 2019, il était malade juste avant la préparation du match de la 2e journée de la Coupe d'Europe 2019-2020, opposant le Munster au Racing 92 et des antibiotiques lui avaient été prescrits par le médecin de son équipe. Cependant, lorsque Cronin a recueilli l'ordonnance, la pharmacie lui a par erreur donné des médicaments d'une autre personne du même nom, mais avec un traitement différent. Lorsqu'il a réalisé le test antidopage d'après-match, Cronin a été contrôlé positif pour deux substances interdites: la prednisolone et la prednisone, pour lesquelles Cronin n'avait nullement fait l'objet d'une dérogation, dans le but d'un usage thérapeutique. Bien que l'huissier de justice indépendant ait constaté qu'il n'y avait "aucune faute importante de la part du joueur et qu'il y avait des facteurs atténuants clairs et convaincants", il a été déterminé que Cronin était responsable de ce résultat.

### Transfert à Biarritz puis Leicester
A l'issue de la saison 2020-2021, il s'engage pour deux saisons au Biarritz olympique tout juste promu en Top 14. Le BO étant relégué en Pro D2, il rejoint Leicester à l'issue de la saison.

### Carrière internationale
Cronin est convoqué le 19 mai 2014 dans le groupe irlandais pour la tournée d'été en Argentine. Il connait sa première cape internationale le 14 juin 2014 lors du deuxième match de la tournée contre l'Argentine.
Le 21 octobre 2014, Cronin est à nouveau convoqué avec l'équipe d'Irlande, cette fois pour la tournée d'automne. Il ne participe néanmoins à aucun match lors de cette tournée en raison d'une blessure à une cheville contractée lors de la réception des Saracens le 24 octobre et qui le tient éloigné des terrains pendant six semaines.
L'année suivante, il fait partie du groupe appelé le 1er février 2015 pour préparer le Tournoi des Six Nations. Il joue son premier match dans le tournoi le 7 février 2015 lors du match d'ouverture contre l'Italie. Entré comme remplaçant, il se blesse au genou au cours du match et doit subir une intervention chirurgicale mineure.